# Deepak Mirka
Deepak Mirka (ur. 2001) – indyjski zapaśnik walczący w stylu wolnym. Zajął dwunaste miejsce na mistrzostwach świata w 2022. Brązowy medalista mistrzostw Azji w 2022. Trzeci na mistrzostwach Azji juniorów w 2022 roku.